# Ducado da Aquitânia

Armas dos duques da Aquitânia

O Ducado da Aquitânia (antigamente Guiena) foi criado no século VI e manteve-se como nação independente até 1204. A cronologia dos duques da Aquitânia é confusa até ao estabelecimento da casa de Poitiers em 887. Antes desta data, o ducado da Aquitânia foi por vezes um reino e não teve consistência dinástica. No princípio do século XIII, com a morte da duquesa Leonor da Aquitânia, rainha consorte de Inglaterra, o ducado passou a fazer parte da coroa inglesa. Em 1449, no fim da Guerra dos Cem Anos, a Aquitânia foi anexada à coroa de França. A partir de então, Duque da Aquitânia passou a ser um título nominal, atribuído a membros da família real francesa.

Aquitânia sob Carlos Magno

## Governantes da Aquitânia

### Reis da Aquitânia

#### Casa carolíngia
| # | Nome                    |  | Início do governo     | Fim do governo        | Cognome(s) | Notas                               |
| - | ----------------------- |  | --------------------- | --------------------- | ---------- | ----------------------------------- |
| 1 | Carlos I (Carlos Magno) |  | 778                   | 781                   | O Grande   |                                     |
| 2 | Luís I                  |  | 781                   | 817                   | O Piedoso  | Recebeu o ducado do pai, em 781.    |
| 3 | Pepino I                |  | 817                   | 13 de Dezembro de 838 |            |                                     |
| 4 | Carlos II               |  | 13 de Dezembro de 838 | 855                   | O Calvo    | Filho de Luís I.                    |
| 5 | Carlos III              |  | 855                   | 29 de Setembro de 866 | A Criança  | Filho de Carlos, o Gordo, de França |
| 6 | Luís II                 |  | 29 de Setembro de 866 | 10 de Abril de 879    | O Gago     |                                     |
| 7 | Carlomano I             |  | 10 de Abril de 879    | 12 de Dezembro de 884 |            |                                     |
| 8 | Ranulfo                 |  | 12 de Dezembro de 884 | 5 de Agosto de 890    |            |                                     |

Após 882, o título ficou sob a supremacia dos reis de França.

### Duques da Aquitânia

#### Casa de Poitiers
| # | Nome      |  | Início do governo | Fim do governo | Cognome(s) | Notas                     |
| - | --------- |  | ----------------- | -------------- | ---------- | ------------------------- |
| 1 | Ranulfo I |  | 852               | 866            |            | também Conde de Poitiers. |

Trono vago:866-887
| # | Nome       |  | Início do governo  | Fim do governo     | Cognome(s) | Notas                     |
| - | ---------- |  | ------------------ | ------------------ | ---------- | ------------------------- |
| 2 | Ranulfo II |  | 887                | 5 de Agosto de 890 |            | Também conde de Poitiers. |
| 3 | Ebalus     |  | 5 de Agosto de 890 | 893                | O Bastardo |                           |

#### Casa de Auvergne
| # | Nome         |  | Início do governo     | Fim do governo        | Cognome(s) | Notas                     |
| - | ------------ |  | --------------------- | --------------------- | ---------- | ------------------------- |
| 4 | Guilherme I  |  | 893                   | 6 de Julho de 918     | O Piedoso  | Também conde de Auvergne. |
| 5 | Guilherme II |  | 6 de Julho de 918     | 12 de Novembro de 926 | O Jovem    | Também conde de Auvergne  |
| 6 | Alfredo      |  | 12 de Novembro de 926 | 927                   |            | Também conde de Auvergne  |

#### Casa de Poitiers
| # | Nome   |  | Início do governo | Fim do governo | Cognome(s) | Notas                     |
| - | ------ |  | ----------------- | -------------- | ---------- | ------------------------- |
| 3 | Ebalus |  | 927               | 932            | O Bastardo | Governa pela segunda vez. |

#### Casa de Ruergue
| # | Nome        |  | Início do governo | Fim do governo | Cognome(s) | Notas                                  |
| - | ----------- |  | ----------------- | -------------- | ---------- | -------------------------------------- |
| 7 | Raimundo I  |  | 932               | 936            |            | Também conde de Toulouse e de Ruergue. |
| 8 | Raimundo II |  | 936               | 955            |            | Também conde de Tolosa e Ruergue.      |

#### Dinastia Capetiana
| # | Nome |  | Início do governo | Fim do governo | Cognome(s) | Notas                                     |
| - | ---- |  | ----------------- | -------------- | ---------- | ----------------------------------------- |
| 9 | Hugo |  | 955               | 956            | O Grande   | também Duque da Borgonha e Conde de Paris |

#### Casa de Poitiers
| #  | Nome           |  | Início do governo       | Fim do governo          | Cognome(s)          | Notas                                              |
| -- | -------------- |  | ----------------------- | ----------------------- | ------------------- | -------------------------------------------------- |
| 10 | Guilherme III  |  | 956                     | 3 de Abril de 963       |                     | Também conde de Poitiers.                          |
| 11 | Guilherme IV   |  | 3 de Abril de 963       | 3 de Fevereiro de 994   | O Braço de Ferro    | Também conde de Poitiers.                          |
| 12 | Guilherme V    |  | 3 de Fevereiro de 994   | 31 de Janeiro de 1030   | O Grande            | Também conde de Poitiers.                          |
| 13 | Guilherme VI   |  | 31 de Janeiro de 1030   | Março de 1038           | O Gordo             | Também conde de Poitiers.                          |
| 14 | Odo            |  | Março de 1038           | 10 de Março de 1039     |                     | Também conde de Poitiers e Duque da Gasconha .     |
| 15 | Guilherme VII  |  | 10 de Março de 1039     | 1058                    |                     | Também conde de Poitiers.                          |
| 16 | Guilherme VIII |  | 1058                    | 25 de Setembro de 1086  |                     | Também conde de Poitiers e Duque da Gasconha .     |
| 17 | Guilherme IX   |  | 25 de Setembro de 1086  | 10 de Fevereiro de 1126 | O Trovador, O Jovem | Também conde de Poitiers e Duque da Gasconha.      |
| 18 | Guilherme X    |  | 10 de Fevereiro de 1126 | 9 de Abril de 1137      | O Santo             | Também conde de Poitiers e Duque da Gasconha.      |
| 19 | Leonor         |  | 9 de Abril de 1137      | 1 de Abril de 1204      |                     | Também condessa de Poitiers e Duquesa da Gasconha. |

#### Dinastia Capetiana
| #  | Nome |  | Início do governo | Fim do governo | Cognome(s) | Notas                                                                                          |
| -- | ---- |  | ----------------- | -------------- | ---------- | ---------------------------------------------------------------------------------------------- |
| 20 | Luís |  | 1137              | 1152           | O Jovem    | Também rei de França como Luís VII. Governou a Aquitânia em conjunto com a sua esposa, Leonor. |

Luís VII de França, casado com Leonor, repudiou-a e esta voltou a casar com Henrique II, rei de Inglaterra. Assim, o ducado passou a ser domínio da Inglaterra.

#### Casa Plantageneta
| #  | Nome        |  | Início do governo      | Fim do governo         | Cognome(s)       | Notas                                                                                          |
| -- | ----------- |  | ---------------------- | ---------------------- | ---------------- | ---------------------------------------------------------------------------------------------- |
| 21 | Henrique I  |  | 1152                   | 6 de Julho de 1189     | O de Manto Curto | Governou a Aquitânia em conjunto com a sua esposa, Leonor. Rei de Inglaterra como Henrique II. |
| 22 | Ricardo I   |  | 6 de Julho de 1189     | 6 de Abril de 1199     | Coração de Leão  | Governou a Aquitânia em conjunto com a sua mãe, Leonor.                                        |
| 23 | João I      |  | 6 de Abril de 1199     | 19 de Outubro de 1216  | João Sem Terra   |                                                                                                |
| 24 | Henrique II |  | 19 de Outubro de 1216  | 16 de Novembro de 1272 |                  | Rei de Inglaterra como Henrique III.                                                           |
| 25 | Eduardo I   |  | 20 de Novembro de 1272 | 7 de Julho de 1307     | Pernas Longas    |                                                                                                |
| 26 | Eduardo II  |  | 7 de Julho de 1307     | 20 de Janeiro de 1327  |                  | Abdicou em prol de seu filho.                                                                  |
| 27 | Eduardo III |  | 25 de Janeiro de 1327  | 1362                   |                  |                                                                                                |
| 28 | Eduardo IV  |  | 1362                   | 22 de Junho de 1377    |                  |                                                                                                |
| 29 | Ricardo II  |  | 22 de Junho de 1377    | 1390                   |                  |                                                                                                |

Ricardo II acabou por tornar o seu tio, João de Gaunt, o seu herdeiro na Aquitânia, que passou a ser herdada pelos descendentes de João.

#### Casa de Lencastre
| #  | Nome         |  | Início do governo      | Fim do governo         | Cognome(s) | Notas                               |
| -- | ------------ |  | ---------------------- | ---------------------- | ---------- | ----------------------------------- |
| 30 | João II      |  | 1390                   | 29 de Setembro de 1399 |            | Também Duque de Lencastre.          |
| 31 | Henrique III |  | 29 de Setembro de 1399 | 31 de Agosto de 1422   |            | Rei de Inglaterra como Henrique V.  |
| 32 | Henrique IV  |  | 31 de Agosto de 1422   | 1449                   |            | Rei de Inglaterra como Henrique VI. |